# 마들렌 르노
마들렌 르노(프랑스어: Madeleine Renaud, 1900년 2월 21일 ~ 1994년 9월 23일)는 프랑스의 배우이다.
1900년 파리에서 태어나, 교사인 아버지의 영향으로 문학에 입문하여 고등학교 졸업 때 이미 단편소설과 희곡을 썼다. 연극학교를 거쳐 21살에 코미디 프랑세즈에 입단한 후 배우 생활을 이어갔다. 1994년 1월 영화 감독이자 배우였던 남편 장루이 바로와 사별한 뒤, 충격을 받고 건강이 악화되었다. 9월 23일 파리 아메리칸 병원에서 사망하였다.

## 출연작
- 지상 최대의 작전(1962)
- 사랑의 호텔(1969)